# Усман, Махаман
Махаман Усман (фр. Mahamane Ousmane; род. 20 января 1950, Зиндер) — президент Республики Нигер в 1993—1996 годах.

## Биография
Был выдвинут оппозиционной партией Демократическая и социальная конвенция-Рахама (ДСК-Рахама, выиграла 22 места из 83 парламенте).
В 1-м туре, состоявшемся 27 февраля 1993 вместе с парламентскими выборами, занял второе место, получив 26,59 % голосов против 34,22 у Танджа Мамаду, кандидата от партии власти, Национальное движение за общество развития (НДОР). Однако во 2-м туре, 27 марта 1993 года, договорившись с другими оппозиционными силами, создавшими единый Альянс сил за перемены (AFC), получил 54,42 %, став первым избранным президентом после введения многопартийности в стране и разрешения участвовать в выборах более, чем одному человеку.
После парламентских выборов AFC, в которую входила партия Усмана, имела уже парламентское большинство. В сентябре 1993 года издал указ, ограничивающий полномочия премьер-министра; вскоре, вслед за выходом Нигерийской партии за демократию и социализм (НПДС), из правящей коалиции, последовала отставка её лидера Махамаду Иссуфу с поста премьер-министра. В результате коалиция осталась без парламентского большинства. Несмотря на это, Усман назначил своего соратника по ДСК-Рахама Сули Абдулайе премьер-министром. Однако парламент быстро вынес ему вотум недоверия.
Новые парламентские выборы в январе 1995 года привели к победе оппозиции, состоящей из нового союза между НДОР и НПДС, и вынужденного сосуществования Усмана и оппозиционного ему правительства, возглавляемого премьер-министром от НДОР Хамой Амаду. Это привело к острому конфликту: начиная с апреля Усман отказывался присутствовать на заседаниях совета министров, хотя по конституции он был обязан это делать. В июле Х. Амаду сменил глав государственных компаний, что Усман хотел отменить. Амаду также пытался взять на себя президентскую роль в Совете министров. Напряжённость продолжала нарастать, и Усман заявил о своём намерении досрочно распустить парламент и назначить новые выборы по прошествии одного года (ему было конституционно запрещено делать это раньше).
В этих условиях 27 января 1996 года произошёл военный переворот, власть захватил полковник Ибрагим Баре Маинассара, обосновавший свои действия беспорядочной политической ситуацией в стране. Усмана арестовали и продержали в военной казарме пять дней; затем он был помещен под домашний арест до 24 апреля, также как и Амаду, и Иссуфу. В феврале все трое были показаны по национальному телевидению с признанием недостатков в функционировании политической системы, ставших причиной переворота, и призывом к изменениям в системе.
Был допущен к участию в президентских выборах 7-8 июля 1996 года, занял второе место, получив 19,75 % (И. Б. Маинассара получил 52,22 %). На второй день голосования был арестован и провёл под домашним арестом 2 недели. После антиправительственной демонстрации 11 января 1997 года был вновь арестован (вместе с Т. Мамаду и М. Иссуфу) и снова провёл под арестом 12 дней.
После нового военного переворота 9 апреля 1999 года и гибели И. Маинссары принял участие в президентских выборах в октябре 1999 года. Занял на них 3-е место, получив 22,51 % и совсем немного уступив М. Иссуфу (22,79 %). Во втором туре поддержал Т. Мамаду, который и одержал победу (32,33 № в 1-м туре и 59,89 % во 2-м). На парламентских выборах в ноябре 1999 года альянс НДОР и НПДС получил большинство мест в Национальном собрании и М. Усман был избран президентом Национального собрания Нигера.
9 марта 2003 года был избран президентом Межпарламентского комитета Экономического сообщества стран Западной Африки (ЭКОВАС), в марте 2004 года — переизбран. 15 января 2004 года избран президентом комитета по правам человека Межпарламентского союза.
На президентских выборах 2004 года набрал 17,4 % голосов, заняв третье место.
После парламентских выборах 16 декабря 2004 года переизбран президентом Национального собрания Нигера.
14 ноября 2006 года избран спикером парламента ЭКОВАС.
После распада правящего альянса Нигера (из-за попыток Т. Момаду созвать референдум по конституционным изменениям, позволяющим ему остаться на посту президента) ушёл в отставку со всех государственных постов в Нигере.
Вместе с партией ДСК-Рахама участвовал в бойкоте оппозицией конституционного референдума в августе 2009 года, а также парламентских выборов в октябре 2009 года.
По мере нарастания враждебности между оппозицией и правительством Т, Момаду выдал ордер на арест лидеров опползиции, включая М. Усмана, М. Иссуфу и Х. Амаду. К тому моменту все лидеры оппозиции жили за пределами страны. После переговоров с официальными лицами Евросоюза 8 декабря 2009 года премьер-министр Али Баджо Гаматье объявил о приостановлении действия ордера на арест для облегчения диалога с оппозицией. Однако через две недели ордера на арест были возобновлены. Правительство предупредило, что Усману и другим лидерам оппозиции грозит арест, если они вернутся в Нигер.
На президентских выборах 2011 года набрал 8,42 % голосов, заняв четвёртое место.
На президентских выборах 2016 года набрал 6,25 % голосов, вновь заняв четвёртое место.
На президентских выборах 2020—2021 года набрал 16,98 % голосов, заняв второе место; во 2-м туре получил 44,33 % голосов, проиграв Мохамеду Базуму. Подавал жалобу в Конституционный суд Нигера, которая была отклонена.